# Отелек
Отелек (рум. Otelec) — село у повіті Тіміш в Румунії. Адміністративний центр комуни Отелек.
Село розташоване на відстані 432 км на захід від Бухареста, 33 км на південний захід від Тімішоари.

## Населення
За даними перепису населення 2002 року у селі проживали 806 осіб.
Національний склад населення села:
| Національність | Кількість осіб | Відсоток |
| -------------- | -------------- | -------- |
| угорці         | 678            | 84,1%    |
| румуни         | 121            | 15,0%    |

Рідною мовою назвали:
| Мова      | Кількість осіб | Відсоток |
| --------- | -------------- | -------- |
| угорська  | 679            | 84,2%    |
| румунська | 124            | 15,4%    |